# グレゴリウス8世 (ローマ教皇)
グレゴリウス8世（Gregorius VIII、1100年頃 - 1187年12月17日）は、第3回十字軍を呼びかけたローマ教皇（在位：1187年10月21日 - 12月17日）。
世俗名アルベルト（Alberto di Morra）として、イタリアのベネヴェントに1100年頃生まれ、1172年に教皇使節としてヘンリー2世のトマス・ベケット殺害の罪を赦免するアヴランシュの公会議に出席する。
1187年10月21日、ウルバヌス3世の後を継いでローマ教皇に選ばれた。即位直後に、エルサレムにおけるハッティンの戦いの敗戦を聞き、第3回十字軍を呼びかけたが、ほどなく同年の12月に亡くなった。ほとんど、十字軍を派遣するためだけに教皇になったようなものだった。